# Semih Kılıçsoy
Semih Kılıçsoy (Estambul, Turquía, 15 de agosto de 2005) es un futbolista turco. Juega de delantero y su equipo es el Beşiktaş Jimnastik Kulübü de la Superliga de Turquía.

## Trayectoria
En octubre de 2021 firmó su primer contrato profesional con Beşiktaş tras 5 años de formación en el club.
Fue ascendido al primer equipo a comienzos de 2023. Debutó como profesional el 26 de febrero en la fecha 14 de la Superliga de Turquía 2022-23, el entrenador Şenol Güneş lo hizo ingresar al minuto 58 y empataron sin goles contra Antalyaspor en el Beşiktaş Stadium ante más de 32400 espectadores.

## Selección nacional
Ha sido internacional con la selección de Turquía en las categorías juveniles sub-14, sub-15, sub-17, sub-19 y sub-21. También es considerado por la selección absoluta turca.
El 26 de mayo de 2019 debutó con la selección, fue en un amistoso de la categoría sub-14, se enfrentaron a Georgia y perdieron 2-0, fue suplente e ingresó en el transcurso del partido. Dos días después jugaron la revancha, esta vez fue titular, convirtió 2 goles pero volvieron a perder.

### Participaciones en Eurocopas
| Copa          | Sede     | Resultado        | Partidos | Goles |
| ------------- | -------- | ---------------- | -------- | ----- |
| Eurocopa 2024 | Alemania | Cuartos de final | 1        | 0     |

## Estadísticas

### Clubes
Actualizado al último partido disputado el 25 de mayo de 2025.
| Club                   | Div.          | Temporada     | Liga  | Liga  | Liga   | Copas nacionales | Copas nacionales | Copas nacionales | Copas internacionales | Copas internacionales | Copas internacionales | Total | Total | Total  |
| Club                   | Div.          | Temporada     | Part. | Goles | Asist. | Part.            | Goles            | Asist.           | Part.                 | Goles                 | Asist.                | Part. | Goles | Asist. |
| ---------------------- | ------------- | ------------- | ----- | ----- | ------ | ---------------- | ---------------- | ---------------- | --------------------- | --------------------- | --------------------- | ----- | ----- | ------ |
| Beşiktaş J. K. Turquía | 1.ª           | 2022-23       | 4     | 0     | 0      | -                | -                | -                | -                     | -                     | -                     | 4     | 0     | 0      |
| Beşiktaş J. K. Turquía | 1.ª           | 2023-24       | 23    | 11    | 3      | 5                | 0                | 0                | 7                     | 1                     | 0                     | 35    | 12    | 3      |
| Beşiktaş J. K. Turquía | 1.ª           | 2024-25       | 31    | 3     | 4      | 5                | 0                | 0                | 9                     | 1                     | 2                     | 45    | 4     | 6      |
| Beşiktaş J. K. Turquía | 1.ª           | 2025-26       | 0     | 0     | 0      | -                | -                | -                | -                     | -                     | -                     | 0     | 0     | 0      |
| Beşiktaş J. K. Turquía | Total club    | Total club    | 58    | 14    | 7      | 10               | 0                | 0                | 16                    | 2                     | 2                     | 84    | 16    | 9      |
| Total carrera          | Total carrera | Total carrera | 58    | 14    | 7      | 10               | 0                | 0                | 16                    | 2                     | 2                     | 84    | 16    | 9      |
| 1. 2.                  |               |               |       |       |        |                  |                  |                  |                       |                       |                       |       |       |        |

### Selección
Actualizado al último partido disputado el 25 de marzo de 2025.
| Selección         | Temporada         | Continental | Continental | Continental | Mundial | Mundial | Mundial | Amistosos | Amistosos | Amistosos | Total | Total | Total  |
| Selección         | Temporada         | Part.       | Goles       | Asist.      | Part.   | Goles   | Asist.  | Part.     | Goles     | Asist.    | Part. | Goles | Asist. |
| ----------------- | ----------------- | ----------- | ----------- | ----------- | ------- | ------- | ------- | --------- | --------- | --------- | ----- | ----- | ------ |
| Sub-14 Turquía    | 2018-19           | —           | —           | —           | —       | —       | —       | 2         | 2         | 0         | 2     | 2     | 0      |
| Sub-14 Turquía    | Total sel.        | 0           | 0           | 0           | 0       | 0       | 0       | 2         | 2         | 0         | 2     | 2     | 0      |
| Sub-15 Turquía    | 2019-20           | —           | —           | —           | —       | —       | —       | 6         | 5         | 0         | 6     | 5     | 0      |
| Sub-15 Turquía    | Total sel.        | 0           | 0           | 0           | 0       | 0       | 0       | 6         | 5         | 0         | 6     | 5     | 0      |
| Sub-17 Turquía    | 2021-22           | 6           | 4           | 1           | -       | -       | -       | 7         | 5         | 0         | 13    | 9     | 1      |
| Sub-17 Turquía    | Total sel.        | 6           | 4           | 1           | 0       | 0       | 0       | 7         | 5         | 0         | 13    | 9     | 1      |
| Sub-19 Turquía    | 2022-23           | -           | -           | -           | —       | —       | —       | 1         | 1         | 0         | 1     | 1     | 0      |
| Sub-19 Turquía    | 2023-24           | 3           | 3           | 0           | —       | —       | —       | 2         | 1         | 0         | 5     | 4     | 0      |
| Sub-19 Turquía    | Total sel.        | 3           | 3           | 0           | 0       | 0       | 0       | 3         | 2         | 0         | 6     | 5     | 0      |
| Sub-21 Turquía    | 2023-24           | 1           | 1           | 0           | —       | —       | —       | 1         | 1         | 0         | 2     | 2     | 0      |
| Sub-21 Turquía    | 2024-25           | -           | -           | -           | —       | —       | —       | 2         | 2         | 0         | 2     | 2     | 0      |
| Sub-21 Turquía    | Total sel.        | 1           | 1           | 0           | 0       | 0       | 0       | 3         | 3         | 0         | 4     | 4     | 0      |
| Absoluta Turquía  | 2024              | 2           | 0           | 0           | —       | —       | —       | 2         | 0         | 0         | 4     | 0     | 0      |
| Absoluta Turquía  | Total sel.        | 2           | 0           | 0           | 0       | 0       | 0       | 2         | 0         | 0         | 4     | 0     | 0      |
| Total selecciones | Total selecciones | 12          | 8           | 1           | 0       | 0       | 0       | 23        | 17        | 0         | 35    | 25    | 1      |
| 1.                |                   |             |             |             |         |         |         |           |           |           |       |       |        |

## Palmarés

### Títulos nacionales
| Título               | Club           | País    | Año  |
| -------------------- | -------------- | ------- | ---- |
| Copa de Turquía      | Beşiktaş J. K. | Turquía | 2024 |
| Supercopa de Turquía | Beşiktaş J. K. | Turquía | 2024 |

## Palmarés

### Distinciones individuales
| Distinción                                                       | Año  |
| ---------------------------------------------------------------- | ---- |
| Parte de los 30 mejores jugadores sub-20 del mundo para L'Équipe | 2024 |
| Nominado al Premio Golden Boy                                    | 2025 |